# 旺伊旺伊
旺伊旺伊（Wangi-Wangi）是印度尼西亚东南苏拉威西省的一个城镇，是瓦卡托比县的县治所在，位于苏拉威西岛东南的旺伊旺伊岛上。2010年统计，旺伊旺伊所在的旺伊旺伊区（印尼语：Kecamatan Wangi-Wangi）共有23,362人。马塔霍拉机场位于旺伊旺伊岛东北角，有飞往肯达里的航班。

## 资料来源
1. ↑  Biro Pusat Statistik, Jakarta, 2011.